# Alfred Brendel
Alfred Brendel   (Loučná nad Desnou, 5 de gener de 1931 - Londres, 17 de juny de 2025) va ser pianista austríac. També es va prodigar com a escriptor, conreant l'assaig musical i la poesia.

## Biografia
Alfred Brendel va néixer el 5 de gener de 1931 a Vízmberk, Txecoslovàquia (actualment Loučná nad Desnou, a la República Txeca), en una família no vinculada a la música. Quan tenia 6 anys es va traslladar al Zagreb i més tard a Graz, on va viure durant gran part de la segona Guerra Mundial. Cap al final d'aquesta, quan tenia 14 anys, va ser enviat a Iugoslàvia a cavar trinxeres. Tanmateix, va sofrir congelaments i va haver de ser traslladat a un hospital. Al llarg de la seva infantesa, va rebre ocasionalment lliçons de piano, però de manera informal.
Després de la guerra, Brendel va compondre algunes obres musicals i va continuar tocant el piano i dedicant-se a la pintura. Tanmateix, mai va rebre lliçons de piano formals, i tot i que va assistir a classes amb Edwin Fischer i Eduard Erdmann, és en gran manera autodidacte.
Brendel va donar el seu primer recital de piano a Graz quan tenia 17 anys. El va anomenar La fuga en la literatura per a piano", que incloïa fugues de Johann Sebastian Bach, Johannes Brahms i Franz Liszt, així com algunes de les seves composicions pròpies. El 1949 va guanyar el quart premi en la competició de piano de Ferruccio Busoni a Bolzano (Itàlia), i es va traslladar a Viena a l'any següent. Quan tenia 21 anys, va gravar el seu primer disc amb el Concert per a piano número 5 de Serguei Prokófiev. Va realitzar una sèrie d'enregistraments, entre ells tres gravacions de les sonates per a piano de Ludwig van Beethoven completes (una per a Vox Records i dues per a Philips Records). Va ser el primer intèrpret a completar l'enregistrament dels solos per a piano de Beethoven. També va enregistrar obres de Franz Liszt, Brahms (inclosos els seus Concerts), Robert Schumann i Franz Schubert. A diferència de pràcticament tots els pianistes clàssics, ha realitzat molt pocs enregistraments d'obres de Frédéric Chopin, excepte les poloneses.
Brendel havia gravat amb freqüència per a la companyia Vox, en particular el seu primer conjunt de sonates de Beethoven, i va obtenir un important contracte d'enregistrament en exclusiva en la dècada del 1970, que tanmateix li impedia interpretar fora d'Àustria. La relació amb Vox es va trencar després d'un recital d'obres de Beethoven al Queen Elizabeth Hall a Londres, quan tres importants segells discogràfics parlaren amb el seu agent. En aquella època es va traslladar a Hampstead (Camden), Londres, on va residir. Des dels anys 1970, Brendel va gravar per a Philips Classics Records.
Brendel es va casar en dues ocasions. El seu primer matrimoni, des de 1960 a 1972, va ser amb Iris Heymann-Gonzala, amb la qual va tenir una filla anomenada Doris. El 1975, Brendel va contraure matrimoni amb Irene Semler, amb la qual va tenir tres fills, un nen, Adrian, que és violoncel·lista, i dues filles, Katharina i Sophie. El 1989 va ser nomenat Cavaller Comandant de l'Orde de l'Imperi Britànic.

## Publicacions
A més de la música, va desenvolupar una important activitat com a escriptor, tant en el camp de l'assaig musical com en el de la poesia. Durant molts anys va col·laborar amb The New York Review of Books. Molts dels seus poemes van aparèixer al Frankfurter Allgemeine Zeitung.

### Assaig
- Musical Thoughts and Afterthoughts.  Londres: Robson Books, 1976. ISBN 0903895439.
- Music Sounded Out: Essays, Lectures, Interviews, Afterthoughts.  Londres: Robson Books, 1990. ISBN 9780860516668.
- On Music. Collected Essays.  Londres: Robson Books, 2001. ISBN 9781861053787. Traducció castellana: Sobre la música: Ensayos completos y conferencias.  Barcelona: Acantilado, 2016. ISBN 978-84-16748-24-2.
- Ausgerechnet ich. Gespräche mit Martin Meyer.  München: Carl Hanser Verlag, 2001. ISBN 978-3446242241.Traducció anglesa: The Veil of Order. Conversations with Martin Meyer.  Londres: Faber & Faber, 2002. ISBN 978-0571338009.
- Nach dem Schlussakkord: Fragen und Anworten. Mit einem Nachwort von Peter Hamm.  München: Carl Hanser Verlag, 2010. ISBN 978-3446234826.
- A bis Z eines Pianisten: Ein Lesebuch für Klavierliebende.  München: Carl Hanser Verlag, 2012. ISBN 978-3-446-23997-5.Traducció anglesa: A Pianist's A–Z: A Piano Lover's Reader.  Londres: Faber & Faber, 2013. ISBN 9780571301843. Traducció castellana:  De la A a la Z de un pianista: Un libro para amantes del piano.  Barcelona: Acantilado, 2013. ISBN 978-84-15689-68-3.
- Music, Sense and Nonsense: Collected Essays.  Londres: Robon Press, 2015. ISBN 9781849549059. Recopilació dels articles prèviament publicats a Musical Thoughts and Afterthoughts i Music Sounded Out, juntament amb materials nous.
- Die Dame aus Arezzo: Sinn, Unsinn und Musik.  München: Carl Hanser Verlag, 2018. ISBN 978-3446258327.Traducció anglesa: The Lady from Arezzo: My Musical Life and Other Matters.  Londres: Faber & Faber, 2019. ISBN 9780571353729.

### Poesia
- One Finger Too Many.  Londres: Random House, 1998. ISBN 978-0375502934.
- Cursing Bagels.  Londres: Faber & Faber, 2004. ISBN 978-0571220700.
- Playing the Human Game: Collected Poems.  Londres: Phaidon Press, 2010. ISBN 978-0714859866.